# 山本美沙
山本 美沙（やまもと みさ、1996年12月12日 - ）は、日本の元女子バレーボール選手。

## 来歴
京都府京都市出身。従兄弟に誘われて小学3年次からバレーボールを始めた。京都市立烏丸中学校を卒業後、バレーボールの名門である京都橘高校に進学。2年次の春高バレーではベスト8、3年次の長崎がんばらんば国体では準優勝を果たした。
2015年1月にJTマーヴェラスの内定選手となり、同年7月のサマーリーグでフレッシュスター賞を受賞した。同年11月のVチャレンジリーグ・大野石油広島戦で途中出場し、Vリーグデビューを飾った。
2020年5月現役引退。2020-21シーズンよりJTの広報を担当。1シーズン広報を担当してJTを退団した。

## 受賞歴
- 2015年 Vサマーリーグ フレッシュスター賞

## 所属チーム
- 室町クラブ
- 京都市立烏丸中学校
- 京都橘高等学校
- JTマーヴェラス（2016-2020年）

## 個人成績
Vプレミアリーグレギュラーラウンドにおける個人成績は下記の通り。
| シーズン | 所属 | 出場 | 出場   | アタック | アタック | アタック | アタック | ブロック | ブロック | サーブ | サーブ | サーブ | サーブ | レセプション | レセプション | 総得点 | 備考 |
| -------- | ---- | ---- | ------ | -------- | -------- | -------- | -------- | -------- | -------- | ------ | ------ | ------ | ------ | ------------ | ------------ | ------ | ---- |
| シーズン | 所属 | 試合 | セット | 打数     | 得点     | 決定率   | 効果率   | 決定     | /set     | 打数   | エース | 得点率 | 効果率 | 受数         | 成功率       | 総得点 | 備考 |
| 2016/17  | JT   | 21   | 10     | 1        | 0        | 0.0%     | %        | 0        | 0.00     | 9      | 1      | %      | 17.2%  | 0            | 0.0%         | 1      |      |
| 2017/18  | JT   | 21   | 34     | 1        | 0        | 0.0%     | %        | 1        | 0.03     | 45     | 3      | %      | 10.0%  | 0            | 0.0%         | 4      |      |
| 2018/19  | JT   |      |        |          |          | %        | %        |          |          |        |        | %      | %      |              | %            |        |      |